# إرنست باغانو
إرنست باغانو (بالإنجليزية: Ernest Pagano)‏ هو كاتب سيناريو أمريكي، ولد في 16 يناير 1901 في فلورنس في الولايات المتحدة، وتوفي في 29 أبريل 1953 في لوس أنجلوس في الولايات المتحدة بسبب نوبة قلبية.

## وصلات خارجية
- إرنست باغانو على موقع IMDb (الإنجليزية)
- إرنست باغانو على موقع ألو سيني (الفرنسية)
- إرنست باغانو على موقع أول موفي (الإنجليزية)
- إرنست باغانو على موقع قاعدة بيانات الأفلام السويدية (السويدية)
- إرنست باغانو على موقع قاعدة بيانات الفيلم (الإنجليزية)
- إرنست باغانو على موقع كينوبويسك (الروسية)